# Tubulicrinis
Tubulicrinis Donk (rozwiernik) – rodzaj grzybów z rodziny szczeciniakowatych (Hymenochaetaceae).

## Charakterystyka
Grzyby kortycjoidalne, tworzące rozpostarty, mocno przylegający, często niepozorny, zazwyczaj cienki bazydiokarp. Hymenofor gładki, oprószony lub porowaty, ale najczęściej pokryty delikatnymi włoskami (wystające cystydy), białawy, kremowy lub szarawy. System strzępkowy monomityczny, strzępki ze sprzążkami. Cystydy (lyocystydy) rzucające się w oczy, wystające, zwykle dwudzielne, cylindryczne lub stożkowe, z wierzchołkiem główkowatym lub szydłowatym, rozpuszczające się w 5–10% KOH, przeważnie inkrustowane, słabo lub silnie amyloidalne. Podstawki małe, cienkościenne lub czasami pogrubione w podstawie, tworzące gęstą palisadę, często silnie amyloidalne, z 4-sterygmami i sprzążką u podstawy. Bazydiospory o kształcie od cylindrycznego do kiełbaskowatego, kuliste lub elipsoidalne, gładkie, często cienkościenne, niecyjanofilne.
Analizy molekularne i sekwencjonowanie DNA wykazały, że Tubulicrinis spokrewniony jest z rodzajami Hyphodontia, Schizopora, Basidioradulum, Resinicium, Sphaerobasidium i Hymenochaete. Larsson proponuje umieszczenie go w rodzinie Tubulicrinaceae.

## Systematyka i nazewnictwo
Pozycja w klasyfikacji według Index Fungorum: Hymenochaetaceae, Hymenochaetales, Incertae sedis, Agaricomycetes, Agaricomycotina, Basidiomycota, Fungi.
Polską nazwę nadał Władysław Wojewoda w 1999 r.
Gatunki występujące w Polsce
- Tubulicrinis accedens (Bourdot & Galzin) Donk 1956 – rozwiernik sosnolubny
- Tubulicrinis angustus (D.P. Rogers & Weresub) Donk 1956 – rozwiernik cieniutki
- Tubulicrinis borealis J. Erikss. 1958 – rozwiernik północny
- Tubulicrinis calothrix (Pat.) Donk 1956[4]
- Tubulicrinis glebulosus (Fr.) Donk 1956 – rozwiernik wysmukłorozwierkowy[5]
- Tubulicrinis medius (Bourdot & Galzin) Oberw. 1966 – rozwiernik białawy
- Tubulicrinis subulatus (Bourdot & Galzin) Donk 1956 – rozwiernik ostrorozwierkowy

Nazwy naukowe na podstawie Index Fungorum. Nazwy polskie i wykaz gatunków według Władysława Wojewody i innych.